# Ekologická sekce České křesťanské akademie

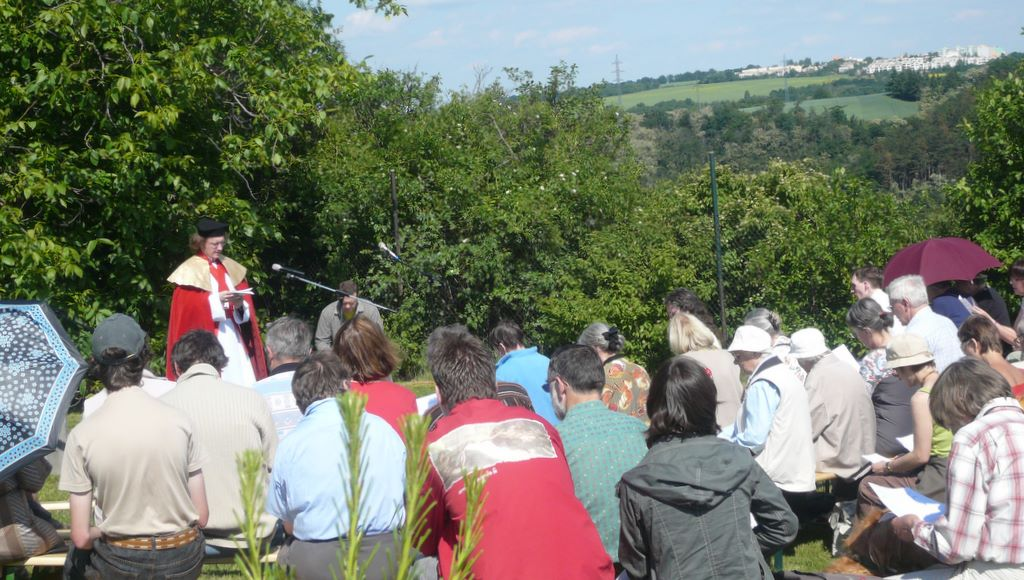
Ekumenická bohoslužba za krajinu pořádaná Ekologickou sekcí ČKA

Ekologická sekce České křesťanské akademie je nejmladší z odborných sekcí České křesťanské akademie. Byla založena roku 1997 z popudu teologů Jana Hellera a Oto Mádra s motivem posílit vědomí vztahu křesťana k přírodě, potažmo křesťanství k ochraně přírody a k ekologii.

## Cíle
Ekologická sekce si vytyčila za cíl
- studovat teologii stvoření a křesťanskou etiku, se zřetelem k postavení člověka v přírodě
- rozvíjet vědomí odpovědnosti za stvoření v církvích, farnostech, náboženských obcích a sborech
- přispívat k hledání cest k ekologicky příznivému způsobu života
- klást důraz na úkoly člověka ve stvoření nezávislé na vnější církevní příslušnosti a prohlubovat ekumenické vědomí a vztahy
- uskutečňovat setkávání lidí uvědomujících si tuto odpovědnost, jejich výměnu názorů a zkušeností.[1]

## Struktura
V čele Ekologické sekce stojí ředitel, jímž je v současnosti RNDr. Jiří Nečas. Činnost sekce je vedena volně sdruženým výborem, jehož členem je ředitel sekce a všichni další členové sekce, kteří se aktivně účastní jeho pravidelné práce.

## Činnost
Ekologická sekce vystupuje jako pořadatel pravidelných besed na environmentální témata, ale též jako pořadatel či spolupořadatel ekumenických bohoslužeb s tímto zaměřením. Od roku 2002 Ekologická sekce vyzývá ke konání podzimních Dnů vděčnosti za stvoření ve farnostech a sborech a sama v jejich rámci pořádá vzdělávací akce a bohoslužby. Ve spolupráci s Ekumenickou radou církví pořádá každoroční dětské výtvarné soutěže s tématy poznávání a ochrany přírody. Podílela se na přípravě vydání několika publikací s ekologickou tematikou a členové sekce pravidelně přispívají odbornými texty do revue Universum.